# Aansluiting Utrecht-Hoograven
Aansluiting Utrecht-Hoograven, ook wel bekend als knooppunt Laagraven of verkeersplein Laagraven, is een verkeersplein met doorgaande weg en is een kruising tussen de A12, N408 en de Waterlinieweg. Het plein in het zuiden van de Nederlandse stad Utrecht gelegen en is vernoemd naar de nabijgelegen wijk Laagraven in Nieuwegein.
Officieel is er geen sprake van een knooppunt, maar een aansluiting. Deze aansluiting heeft het nummer 18 en de naam Utrecht-Hoograven.
| Aansluitende wegen                                 | Aansluitende wegen                           | Aansluitende wegen                                              | Aansluitende wegen | Aansluitende wegen |
| -------------------------------------------------- | -------------------------------------------- | --------------------------------------------------------------- | ------------------ | ------------------ |
|                                                    |                                              | Waterlinieweg richting Hoograven / Lunetten Stadion Galgenwaard |                    |                    |
|                                                    |                                              |                                                                 |                    |                    |
| richting Jaarbeurs / Centrum Nieuwegein / Den Haag | richting Arnhem Hilversum / Breda Amersfoort |                                                                 |                    |                    |
|                                                    |                                              |                                                                 |                    |                    |
|                                                    |                                              | richting Laagraven-Liesbosch / Houten                           |                    |                    |